# Fredrik Wahlfelt
Paul Fredrik Axel Wahlfelt, född den 19 februari 1817 på Upplo i Magra socken, Älvsborgs län, död den 16 juli 1873 i Wiesbaden, var en svensk militär och fäktpedagog.
Wahlfelt blev kadett vid Krigsakademien på Karlberg 1831 och utexaminerades därifrån 1837. Han blev underlöjtnant vid Andra livgardet sistnämnda år och löjtnant där 1842. Wahlfelt genomgick Gymnastiska centralinstitutet 1838–1839 och blev lärare i gymnastik och vapenföring där 1839. Han var biträdande lärare i gymnastik och fäktning vid Krigsakademien 1841–1846 och lärare i gymnastik och fäktning där 1846–1867. Wahlfelt blev kompaniofficer vid nämnda akademi 1851 och överlärare i teoretisk och praktisk vapenlära vid Gymnastiska centralinstitutet samma år. Han befordrades till kapten i regementet samma år och till major i armén 1862. Wahlfelt blev ledamot av kommittén för gymnastikundervisningens ordnande i riket 1858. Han blev riddare av Svärdsorden 1863. Wahlfelt var en av 1800-talets bästa svenska fäktare, särskilt på värja, florett och bajonett, samt framstående vapenkonstruktör. Han konstruerade en sabelklinga, lämplig till både stöt och hugg, som i sitt smäckra utförande och med sin goda avvägning påminner om den moderna lätta sabelklingan. Mest bekant av Wahlfelts vapenkonstruktioner var dock bajonettfäktningsgeväret m/1870. Han utgav Tabeller i bajonettfäktning (1846), Regler för värjfäktning (1859, andra upplagan 1869), Öfningstabeller i bajonettfäktning, afsedda till begagnande vid k. gymnastiska centralinstitutet (1865, andra upplagan 1869) och Anteckningar vid granskning af det enligt uppdrag till reglementskommittéen år 1870 ingifna förslag till bajonettfäktningsreglemente för de förenade rikenas infanteri (1872) med mera.